# 워해머 40,000: 돈 오브 워 2: 레트리뷰션
워해머 40,000: 돈 오브 워 2: 레트리뷰션(Warhammer 40,000: Dawn of War II: Retribution)은 렐릭 엔터테인먼트에서 개발하여 THQ를 통해 2011년 3월 4일에 발매된 게임이다. 돈 오브 워2 시리즈의 두 번째 확장팩이다.

## 특징
돈 오브 워2 시리즈 처음으로 선보이는 종족인 제국의 방패라고 불리는 임페리얼 가드가 추가되었다. 그에 맞게 새로운 유닛들도 추가되었으며, 다른 종족들에게 슈퍼 헤비 유닛이 한 기씩 추가되었다. 스페이스 마린은 렌드레이더 리디머, 오크는 배틀 웨컨, 엘다는 아타크, 타이나리드는 스웜로드, 카오스 스페이스 마린은 그레이트 언클린 원, 새로운 종족인 임페리얼 가드는 강력한 기갑 유닛 베인블레이드가 추가되었다. 또한 싱글플레이 면에서 달라진 점이 있는데, 지금까지 스페이스 마린의 캠페인만 있었던 것에 반해서, 이번 작에서는 6종족의 캠페인을 모두 플레이 할 수 있다. 또한 이번 작에 들어서 추가된 멀티플레이어 모드인 '라스트 스탠드'모드도 추가되므로 6개의 멀티플레이어 모드가 제공된다.

## 평가
| 평가                                                               |        |
| ------------------------------------------------------------------ | ------ |
| 통합 점수 통합사 점수 게임랭킹스 81.65% [ 1 ] 메타크리틱 82% [ 2 ] |        |
| 통합 점수                                                          |        |
| 통합사                                                             | 점수   |
| 게임랭킹스                                                         | 81.65% |
| 메타크리틱                                                         | 82%    |